# ダニー・ハリスン
- ダニー・ハリスン
- ダーニ・ハリスン

ダニー・ハリスン（Dhani Harrison、[ˈdæni]、1978年8月1日 - ）は、イングランド・ウィンザー出身のシンガーソングライター。元ビートルズのジョージ・ハリスンの長男。容姿と歌声が父親の若い時に似ており、ポール・マッカートニーは「ジョージが昔の姿のままここにいるみたいだ」と評している。

## 生い立ち

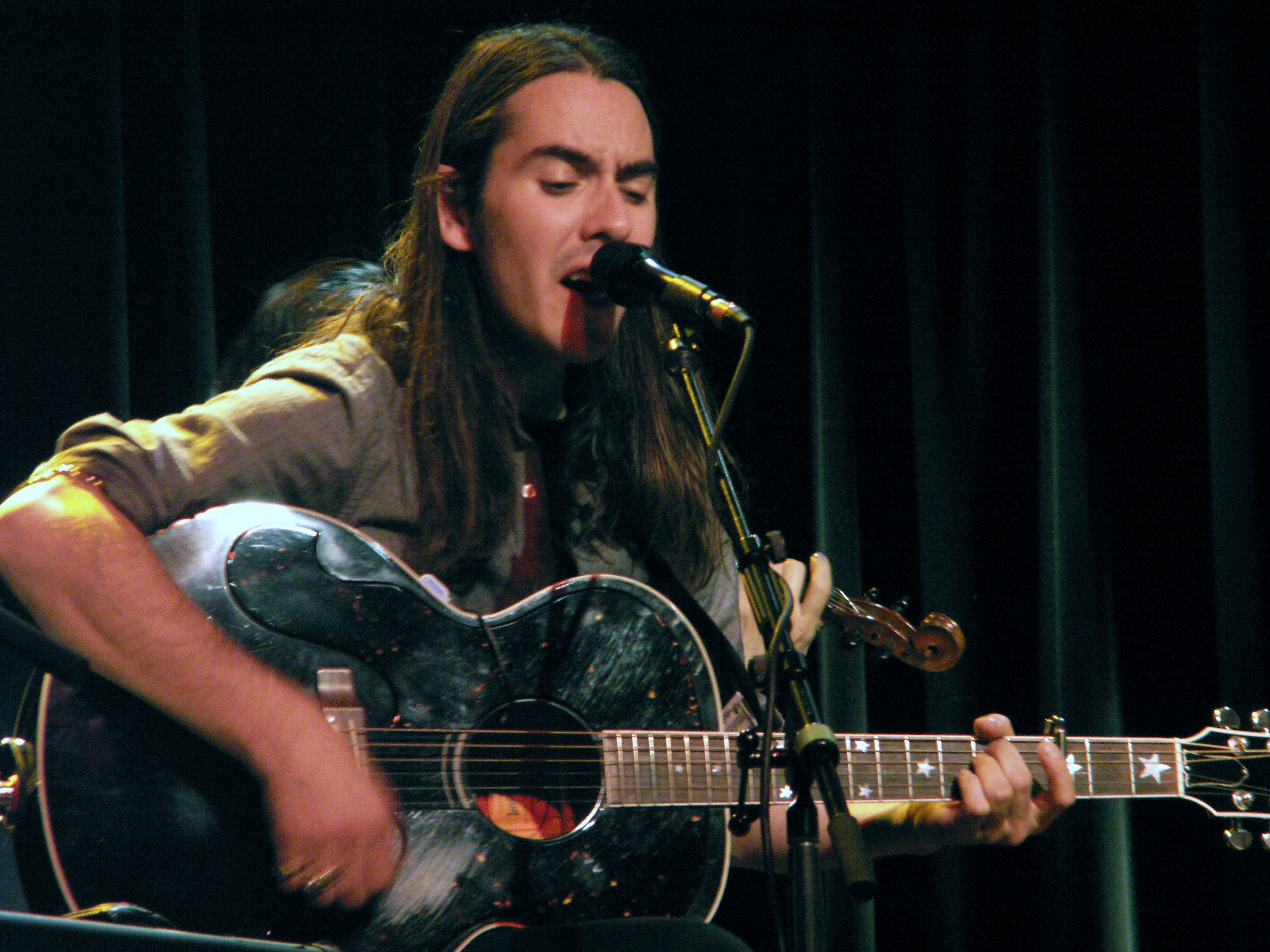
2010年のダニー

1978年に元ビートルズのジョージ・ハリスンとメキシコ系アメリカ人女性オリヴィア・トリニアード・アリアス（後のオリヴィア・ハリスン）が結婚し、同年に長男として誕生。

## 経歴

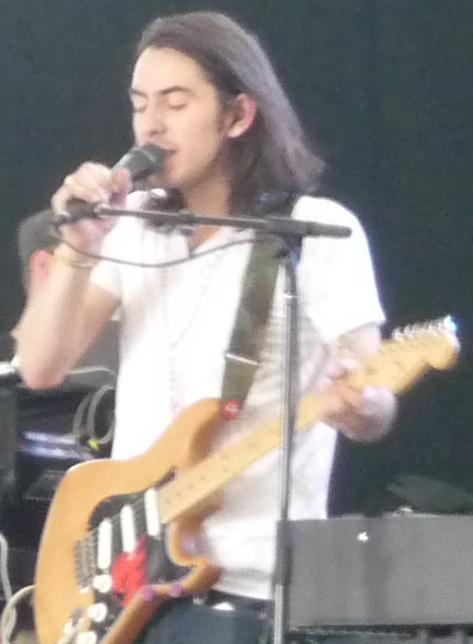
2009年のダニー

1991年12月17日、ジョージwithエリック・クラプトンの日本公演で、アンコール曲で二人と一緒にギターを弾いている。
2001年11月29日に癌にて父・ジョージが死去。父の死後、制作途中の最後のアルバム『ブレインウォッシュド』をプロデューサーであるジェフ・リンと協力して編集し直し完成させた。
一周忌にあたる2002年11月29日にジョージの追悼ライブイベント「コンサート・フォー・ジョージ」を開催し、元ビートルズのポール・マッカートニー、リンゴ・スター、ジョージの親友だったエリック・クラプトンなど多数が出演する。
2006年4月に2人組ユニットthenewno2を結成し、活動を始める。Oliver Hecksと組んでいる。代表曲に「Choose What You're Watching」等々。
2007年12月に発売されたウータン・クランの5枚目のアルバム「8 DIAGRAMS」収録の「The Heart Gently Weeps」にエリカ・バドゥ、ジョン・フルシアンテと共に客演。世界初のビートルズの公式カバー曲として話題になる。